# Димитър Гундов
Димитър Стефанов Гундов е български поет и преводач, заслужил деятел на културата.

## Биография
Роден е на 26 ноември 1906 г. в сливенското село Катунище. От 1929 г. е член на БЗНС. Завършва прогимназия в Градец, а след това първи прогимназиален клас в Котел. През 1925 г. завършва търговска гимназия във Варна. След това започва работа в банка в Стара Загора. Там започва печатането на ученическото сп. „Ехо“. През 1927 г. се записва в Свободния университет (сега УНСС), но не успява да завърши поради липса на средства и започва работа в Шумен. Сътрудничи на „Вестник за жената“, „Обществена мисъл“, „Светлоструй“, „Литературен глас“, „Българска мисъл“, „Гребец“. От 1937 г. е член на Съюза на българските писатели. След 9 септември 1944 г. сътрудничи на изданията „Пламъче“, „Дружинка“, „Септемврийче“. От 1952 до 1967 г. е завеждащ литературния фонд на Съюза на българските писатели. От 1968 до 1971 г. е секретар на съюза, а от 1971 г. става негов заместник-председател. Членува на Комитета за изкуство и култура и на Националния съвет на Отечествения фронт. Умира на 1 ноември 1978 г. в София. Негови стихове са преведени на руски, украински, беларуски, италиански, унгарски, френски и други езици. Той превежда от руски и немски език.

## Творчество
За възрастни
- „Босоногото момче“ (1930),
- „След дъжд“ (1935),
- „Под едно небе“ (1943),
- „Знаме на свободата“ (1951),
- „Родно утро“ (1956),
- „Избрани стихотворения“ (1958, 1967),
- „Бащина земя“ (1959),
- „С пълно сърце“ (1965),
- „Избрани стихотворения“ (1967)

За деца
- „Пастирче“ (стихове, 1938),
- „Делко и Поседелко“ (приказки и разкази, 1945, 1969),
- „Щастлива родина“ (стихове, 1948),
- „Двете мишлета“ (1961),
- „Кой излезе по-хитър“ (приказка, 1963),
- „Кой открадна птичето гнездо“ (приказка, 1964),
- „Крилати дни“ (стихове, 1966),
- „Планински пътеки“ (избрани стихотворения за деца и юноши, 1966),
- „Има една страна“ (стихове, 1971), „В топлия кът“ (стихове, 1976),
- „Хитрините на Зайко“ (приказка, 1977).